# Holobomolochus attenuatus
Holobomolochus attenuatus är en kräftdjursart som först beskrevs av C. B. Wilson 1913.  Holobomolochus attenuatus ingår i släktet Holobomolochus och familjen Bomolochidae. Inga underarter finns listade i Catalogue of Life.